# Ștefan Ghika-Budești
Ștefan Ghika-Budești (n. 26 aprilie 1904, Predeal, Brașov – d. 4 august 1959, București) a fost un geolog, petrograf și geotehnician român, membru corespondent (1955) al Academiei Române.
Ștefan Ghika-Budești a fost fiul arhitectului Nicolae Ghica-Budești.
După terminarea studiilor superioare, Ștefan Ghika-Budești a fost profesor suplinitor la Institutul Politehnic din București și profesor titular la Institutul Politehnic din Timișoara și la Institutul de Petrol, Gaze și Geologie din București.
Rezultatele cercetărilor întreprinse în peste trei decenii de activitate au fost publicate în numeroase lucrări despre structura Carpaților Meridionali, a Depresiunii Loviștea și a Munților Rodnei dintre care menționăm: „Etudes geologiques dans M Lotrului”, „Geofizica și geochimia în formarea scoarței”, „Recherches petrigraphiques et geologiques entre Parâng et Negoi”.